# 大川正彦
大川 正彦（おおかわ まさひこ、1965年 - ）は、日本の政治学者。専攻は、政治理論・政治思想史。東京外国語大学総合国際学研究院（国際社会部門・国際研究系）教授。

## 経歴
1988年、早稲田大学政治経済学部政治学科卒業。
1991年、早稲田大学大学院政治学研究科修士課程修了。1994年、同博士後期課程単位取得退学。
東京外国語大学外国語学部助教授、教授を経て、東京外国語大学総合国際学研究院（国際社会部門・国際研究系）教授。
精神を病んでアルコール依存症に陥り入院したことを、東京外国語大学公式サイトの自己紹介欄に書いている。

## 著書

### 単著
- 『正義』（思考のフロンティア）（岩波書店、1999年）
- 『マルクス――いま、コミュニズムを生きるとは?』（日本放送出版協会、2004年）

### 共編著
- （岩崎稔・中野敏男・李孝徳）『継続する植民地主義――ジェンダー／民族／人種／階級』（青弓社、2005年）

### 訳書
- マイケル・ウォルツァー『解釈としての社会批判――暮らしに根ざした批判の流儀』（風行社、1996年）
- テッサ・モーリス=鈴木『辺境から眺める――アイヌが経験する近代』（みすず書房、2000年）
- リチャード・ローティ『偶然性・アイロニー・連帯――リベラル・ユートピアの可能性』（岩波書店、2000年）
- マイケル・ウォルツァー『寛容について』（みすず書房、2003年）
- マイケル・ウォルツァー『道徳の厚みと広がり――われわれはどこまで他者の声を聴き取ることができるか』（風行社、2004年）